# Staplehurst (Nebraska)
Staplehurst es una villa ubicada en el condado de Seward en el estado estadounidense de Nebraska. En el Censo de 2010 tenía una población de 242 habitantes y una densidad poblacional de 747,49 personas por km².

## Geografía
Staplehurst se encuentra ubicada en las coordenadas 40°58′29″N 97°10′24″O / 40.97472, -97.17333. Según la Oficina del Censo de los Estados Unidos, Staplehurst tiene una superficie total de 0.32 km², de la cual 0.32 km² corresponden a tierra firme y (0%) 0 km² es agua.

## Demografía
Según el censo de 2010, había 242 personas residiendo en Staplehurst. La densidad de población era de 747,49 hab./km². De los 242 habitantes, Staplehurst estaba compuesto por el 98.35% blancos, el 0.41% eran afroamericanos, el 0% eran amerindios, el 0% eran asiáticos, el 0% eran isleños del Pacífico, el 0% eran de otras razas y el 1.24% pertenecían a dos o más razas. Del total de la población el 0.83% eran hispanos o latinos de cualquier raza.